# 闇影詩章 (動畫)
電視動畫版，是以日本Cygames開發的同名原作為基礎的衍生作品；但動畫版與原作遊戲相比有所不同，採用另一種完全原創的人物、劇情、舞台、世界觀，以及動畫原創的卡牌，以不同的方式和切入角度來詮釋遊戲內容和對戰劇情；第一期動畫於2019年10月7日發表，並於2020年4月7日開播。续作動畫于2022年4月2日開播。。
另外，以本作動畫為基礎的衍生Nintendo Switch遊戲《闇影詩章：霸者之戰》，已於2020年11月5日於日本上市，台港澳三地也將在同年12月起上市。

## 第一期

### 故事大綱
龍崎陽羽是一位充滿熱血的少年，他自年少時由爺爺獨自扶養長大，雖然陽羽就讀的國中學校「天青學園」正在流行著卡牌對戰遊戲《闇影詩章》，但是他卻沒有可遊玩的穿戴式裝置來玩，起初陽羽因為沒有手機的緣故無法玩《闇影詩章》感到萬念俱灰。直到某天他偶然在自家倉庫瞥見一道神秘的光芒和呼喚自己的神祕聲音。陽羽在聲音的引導下並在倉庫內中東翻西找後終於找到手機遊戲機，之後陽羽剛開始玩《闇影詩章》沒多久就越來越順手，他在跟對手進行對戰時面對許多的危機卻能突破逆境中獲勝改變許多人的命運……

### 登場人物

#### 影之诗

##### 主要人物
龍崎陽羽（聲：梶原岳人）
第1季故事的男主角，就讀「天青学园」的國二学生少年，14歲，專長牌組為龍族，王牌為「火神龍」。
性格有著正義感與良善的性格，也很喜歡玩闇影詩章，即使是初次玩闇影詩章的對戰中從來沒有輸掉過。
自年少時與父親英司與母親麻葵跟祖父茂文居住，每次父母在外出去工作時都是由祖父茂文來照顧，十年前在雙親突然離奇失蹤後曾受祖父茂文的反對下無法玩闇影詩章，直至在自家倉庫發現父親所留下的手機開始玩闇影詩章，自此每天都只想着跟對手对战。无论對戰中碰到許多困难與危機都会迎戰與以坚强的内心作为武器。
第二季成為世界最強七人之中。
夜那月路希犽（聲：榎木淳彌、前川涼子（幼年））
一位沉穩冷酷的性格的少年，就讀天青学园隔壁學校的「黑曜石學院」的學生，無論是成績與學業都很優秀，更在闇影詩章的對戰中擁有強大的實力；專長牌組為吸血鬼，王牌為「闇黑帝王」。
父母在年少時發生車禍意外後不幸過世後和妹妹詩央璃相依為命，雖然被養父母給收養卻得不到重視，還發現他們收養自己與妹妹詩央璃只是為了要霸佔雙親遺留的財產，因此決定不依靠別人的情景下獨自照顧妹妹詩央璃，加上妹妹詩央璃因病住院需要醫療費來治療的情況下，為了治好妹妹詩央璃與尋求生路的情況下因此接觸闇影詩章，認為闇影詩章只是拯救自己與妹妹詩央璃的道具，由於很少露出笑容也不想讓詩央璃過於擔心自己的狀況總是以善意的「謊言」來安撫她。
第二季成為世界最強七人之中。
天宮美森（聲：本渡楓）
陽羽的女性同班同學，性格可愛與開朗，專長牌組為精靈，王牌為「璀璨妖精」。
在闇影詩章對戰中的經驗有少數的知識，但是對戰實力與等級很普通，希望讓自己的實力能有所改變，目前正在探索自己擅長的事物。梦想是成为偶像。
非常很崇拜人氣偶像艾莉絲，甚至一度看著她無拘無束的審美觀念下改變打扮自己。
喜歡喝紅茶卻不擅长數學，非常不喜歡怪物等可怕的东西。
進藤和輝（聲：田谷隼）
陽羽的同班同學，個性好動和熱血；14歲，專長牌組為皇家，王牌為「榮勝劍士」。
家中開名叫「丸藤食堂」的拉麵餐廳，家中有六个弟妹經常陪他們玩闇影詩章的对战而獲勝。
雖然体育全能卻不擅长闇影詩章的对战策略，總是在對戰中有點魯莽，無法像陽羽與路希犽擁有優秀的對戰實力。
伊集院凱（聲：種崎敦美）
一位天賦異稟的優等生的優秀學生，13歲，陽羽的學弟，專長牌組為巫師，王牌為「馭時巫師」。
性格很成熟與優越，總是自称為“絕世天才”
在闇影詩章的實力很優秀而且很有自信，總是會向对手宣告出自己胜利的回合並且在日常生活與對戰中會嚴密計算出準確的時機，甚至會做些筆記來紀錄些重要細節。
黑羽艾莉絲（聲：小倉唯）
一位超有人氣的偶像，性格十分可愛的女孩，12歲，專長牌組為中性的死靈法師，王牌為「死駭突襲者」。
總是穿著由自己所搭配、充滿個性的服裝，不會去依靠服裝設計師來協助自己搭配服裝。
由於是偶像的緣故所以舉止形為都要特別注視，加上牌組的多數卡片是由大人所挑選的(也就是可愛類形的卡片)，因此不太喜歡自己的「特别」之處。
因為很喜欢怪物、不死族等可怕东西，所以在牌組中有包含許多幽靈、骷髏甚至是不死生物等有關的卡片。
平时会隐藏自己的真實身分不讓粉絲給察覺到這點，與美森是要好的朋友。
莫拉·亞伯拉德（聲：井口祐一）
一位穿著異國服裝性格和藹的少年，專長牌組為主教，王牌為「災禍之神」。
基本上都是露出笑容下跟人對戰，但是眼睛打開的話就會發揮實力，甚至在对战中将对手身處绝境的狀態。
自幼時無依無靠淪落在街頭的孤兒，後來被莱昂給收養成人後自此很尊敬他。
龙崎英司（聲：日野聪）
陽羽的父親、麻葵的丈夫，前任“创世公司”的成員與莱昂有著莫不可測的重大關係，專長牌組為龍族。
過去和妻子麻葵與好友莱昂在创世公司開發出「天啟之樹」（災いの樹）的閃耀圖紋，但是天啟之樹因不明原因而突然失控附身於妻子麻葵的身上，為了拯救麻葵將自己與「天啟之樹」給封印起來，結果發現麻葵已經成為「涅克薩斯」的容器的模樣感到很絕望，為了解放麻葵於是決定完成「涅克薩斯」的願望，直至在「天啟之樹」將世界處於崩壞狀態時出現與兒子陽羽為敵。
莱昂·奥朗什（聲：森川智之）
闇影詩章开发公司“创世公司”的社长兼負責舉辦闇影詩章對戰的全國大賽與大獎賽的主持人，專長牌組為復仇者，王牌為「創世創造物」。
過去和陽羽的雙親英司與麻葵為舊識也知曉他們的事，也曾收留無依無靠的莫拉。
每次舉辦闇影詩章全國大賽與大獎賽時經常以突发奇想的举动令自己的秘書玛格丽特感到有些介意。

##### 创世公司
玛格丽特·瓦卢瓦（聲：明坂聪美）
莱昂的女性秘書，為莱昂效忠許多年，總是对他突发奇想的举动感到很在意。

##### 親屬
龙崎茂文（聲：樫井笙人）
陽羽的祖父，當陽羽的雙親英司與麻葵在五年前突然失蹤下落不明時獨自撫養孫子陽羽，起初反對陽羽用手機來玩闇影詩章，但後來在陽羽在闇影詩章對戰中不斷獲勝變得出名後就允許他玩闇影詩章。
龙崎麻葵（聲：生天目仁美）
陽羽的母親、英司的妻子，與莱昂有著莫不可測的重大關係，前任“创世公司”的成員。
過去和丈夫與好友莱昂在创世公司開發出「天啟之樹」（災いの樹）的閃耀圖紋，卻被失控的「天啟之樹」給附身成為「涅克薩斯」的容器，成為英司為了拯救自己完成「涅克薩斯」的願望與陽羽為敵的關鍵人物。
夜那月詩央璃（聲：丰田萌绘）
路希犽的妹妹，是一位性格善良與溫柔卻膽怯的少女。專長牌組為吸血鬼。
父母在年少時發生車禍意外後不幸過世後和哥哥路希犽相依為命，雖然被養父母給收養卻得不到重視還發現他們收養自己與哥哥是為了要霸佔雙親遺留的財產，加上自己因為生病住院需要醫療費才能醫療，促使哥哥路希犽為了自己與尋求生路的情況下接觸闇影詩章的契機，即使面對哥哥路希犽總是以善意的「謊言」來安撫自己卻非常很在意與擔心他的情況。

##### 其他角色
牙倉拓馬（聲：岩瀨周平）
天青学园的不良學生兼圣也的弟弟，專長牌組為皇家，王牌為法術卡「輝煌斬擊」。
性格囂張跋扈，借著對戰的名義四處鬧事，總是常挂着“你這種實力弱的人沒有玩闇影詩章的資格”的口头禅。
有一個名叫圣也的哥哥，但是兩人的關係上有些衝突，曾在年少時跟哥哥圣也玩闇影詩章卻總是經常落敗，因此決定只靠自己要變強要贏過哥哥圣也。
手持的法術卡「輝煌斬擊」可以破壞一個對手的從者，如果對手的從者比自己場上的從者數量較多就可以直接召喚擁有突進的「輝煌聖騎士」到場上。
牙倉圣也（聲：近藤隆）
拓馬的哥哥兼闇影詩章職業玩家，專長牌組為巫師，王牌為「傑出的魔術師」。
擅長用魔术並在對戰中能夠發揮魔術能力，有多數次跟弟弟拓馬玩闇影詩章經常獲勝。
雾山士郎（聲：梅原裕一郎）
闇影詩章職業玩家，專長牌組為精靈，王牌為「太古森林守護神」。
雖然平时不擅長表达内心，但在對戰中實力相當很優秀。
田部丘馬塞爾（聲：岩田光央）
一位能做出“站時有如洋食、坐時有如和食、走時猶若義食”的美食精通古今中外的厨师兼職業闇影詩章玩家，專長牌組為中性的主教。
能夠在对战中充分发挥自己的烹饪的技巧能力。
曾遊歷世界各地精通各種料理，然而在自己無法從世界各地取得製作料理的靈感之下只好選擇接觸闇影詩章來獲得靈感。
手持的法術卡「料理法術卡」與「黑暗料理法術卡」，也可以利用增加自己的從者攻擊力與生命值也可降低對手的從者攻擊力與生命值。
财善寺雅妃（聲：松嵜丽）
财善寺集團的千金，專長牌組為皇家。
喜歡用金錢來處理問題，會命令與使喚管家的同時對一般民眾以「庶民」來稱呼，但在對戰中敗給陽羽後才稱呼他的名字。
手持的法術卡「強制收買」可以奪走敵方場上攻擊五以下的從者，「騎士王的威望」不只會給予消費者為一的從者(包含敵方場上的從者)獲得疾馳能力，還將因「強制收買」而轉入主戰場的敵方場從者的攻擊與生命值和消費會轉變為一，更可以在回合中使用「強制收買」可以加新的「強制收買」放入卡牌中。
凡妮莎·賈司提恩（聲：小松未可子）
赏金猎人賈司提恩姊妹之一，薇薇安的姐姐，專長牌組為精靈。
性格和藹卻有點毒舌，擅長跟妹妹薇薇安組成雙打對戰的團體。
是参加闇影詩章大獎賽的職業闇影詩章玩家之一，為了獲得獎金什麼事都可以做出來。
手持的護符卡「冥府之路」是在牌組的墳墓卡牌增加三十張以上時才能啟動，每當回合結束時可以給敵方主戰者與從者六點傷害。
薇薇安·賈司提恩（聲：丰口惠）
赏金猎人賈司提恩姊妹之一，凡妮莎的妹妹，專長牌組為死靈法師。
性格冷酷與傲慢，很會粗質與不擇手段也會毫不留情的嘲諷對手。擅長跟姐姐凡妮莎組成雙打對戰的團體。
是参加闇影詩章大獎賽的職業闇影詩章玩家之一，為了獲得獎金什麼事都可以做出來。
手持的護符卡「冥府之路」是在牌組的墳墓卡牌增加三十張以上時才能啟動，每當回合結束時可以給敵方主戰者與從者六點傷害。
九鬼徒央（聲：兴津和幸）
闇影詩章玩家之一，總是将闇影詩章的對戰稱為“狩猎”的男孩，專長牌組為龍族。
是参加闇影詩章大獎賽的闇影詩章玩家之一，在闇影詩章對戰中讓巧偷窺對手的手牌，擅長跟巧組成雙打對戰的團體。
手持的傳奇法術卡「喚龍魔笛」可以將消費1的從者加入手牌時轉變成「地獄火魔龍」。
蛇神巧（聲：河西健吾）
外表十分慵懒模樣，卻在對戰中卻相當冷靜的男孩，專長牌組為吸血鬼。
是参加闇影詩章大獎賽的闇影詩章玩家之一，在闇影詩章對戰中幫助徒央偷窺對手的手牌，擅長跟徒央組成雙打對戰的團體。
手持的傳奇法術卡「喚龍魔笛」可以將消費1的從者加入手牌時轉變成「地獄火魔龍」。

##### NS遊戲版角色
霧雨神樂（聲：內田真禮）
學生會的會長，個性嚴謹，專長牌組為主教。
曾因為校內的闇影詩章社團的表現不佳理由打算廢除闇影詩章社團。在闇影詩章的對戰中會戴上面具甚至在晚上會為了維護治安而出門巡邏。
早乙女澪（聲：緒方惠美）
「天青学园」的國三學生，闇影詩章社團的社長，專長牌組為吸血鬼。
因為性格柔弱被外人認為不算可靠，曾出手請求主角們加入社團來解除廢社危機。

##### 闇影詩章的傳奇角色
羅文（Rowen，聲：杉田智和）
全名羅文•杜蘭斯比，亞雷斯達王國軍的獵龍騎士團的團長，專長牌組為龍族，將傳說中的卡片「無盡焰龍」交託給陽羽。
擁有對抗巨龍的勇氣與堅毅不拔的性格，戰鬥的能力也很高超。
過去在戰場上不斷狩獵多數企圖攻擊亞雷斯達王國的巨龍，卻在跟黑色巨龍的死鬥中遭到詛咒下變成黑龍，自此有「黑龍騎士」的稱號，後來在跟陽羽進行闇影詩章的的對戰的後期中變成黑龍，最後敗給陽羽之下終於解除詛咒下恢復正常。
亞里莎（Arisa，聲：優木加奈）
一位精靈少女，專長牌組為精靈，將傳說中的卡片「輝耀女武神」交託給美森。
為了成為有責任感的森林守護者，總是在森林裡不斷努力修行與練習射箭而努力，起初為了淨化一隻被黑化的精靈不斷地練習自己的箭術，起初對自己沒有信心但在美森的鼓舞下好不容易成功淨化黑化的精靈，可是卻遭受黑化的精靈給附身在自己的身上並且在闇影詩章的對戰中不斷地壓制美森，最後在美森以逆轉獲勝的同時獲得解放。
艾莉卡（Erika，聲：石上靜香）
亞雷斯達王國的女性皇室侍從官，專長牌組為皇家，將傳說中的卡片「傳奇劍任指揮官」交託給和輝。無論是率領士兵、護衛或是劍術的能力都很優秀。曾經逮捕過擁有「禁忌的魔法師」稱號的伊莎貝爾將她給關押在地下監獄。
起初誤以為誤闖入王宮的和輝是伊莎貝爾的同夥並在闇影詩章的對戰中一度將他處於絕境狀態，但在跟和輝的對戰中敗下陣來後終於撇清誤會。
負責專長牌組為皇家的傳奇角色。
伊莎貝爾（Isabelle，聲：佐倉薰）
前任亞雷斯達王國的女性宮廷魔法師，專長牌組為巫師，將傳說中的卡片「柒能術士」交託給凱。
由於是魔法師所以擅長用魔法，因為正在試圖鑽研亡者復活的禁忌魔法領域，因此擁有「禁忌的魔法師」的稱號。
過去曾為了讓自己過世的戀人凱爾·沃克復活總是找一個路人當自己的魔術實驗材料(包含誤闖異世界的凱)，因此被亞雷斯達王國的皇家侍從艾莉卡給抓捕與禁錮在地下監獄，後來在闖入王宮卻同樣被關入監牢的和輝的協助下成功逃離地牢，雖然起初救下被士兵給包圍的凱將他當成自己的實驗材料，卻因為在闇影詩章的影響下被打斷，於是只好以闇影詩章的對戰跟凱分出勝負，但最終敗給凱並要他向和輝說聲問好(因為和輝跟自己的戀人凱爾很相似)。
露娜（Luna，聲：小倉唯（日本））
一位住在被森林所包圍的洋館並且抱著小狗玩偶的女孩，負責專長牌組為死靈法師，將傳說中的卡片「死冥狩魂者」交託給艾莉絲。
過去原與雙親居住，直至雙親被盜賊給殺害後就獨自生活在住處，經常與許多幽靈跟靈異的東西聊心事與作伴。
起初在艾莉絲闖入自己的住處時對她產生敵意，但在闇影詩章的對戰中稍微改變對艾莉絲的態度並發揮出自己的實力卻敗在她的戰術，最後與艾莉絲成為好朋友。
負責專長牌組為死靈法師的傳奇角色。
伊莉絲（Eris，聲：井上喜久子）
全名伊莉絲•安蒂爾，一位在遠離城市的大聖堂中不斷為陷入徬徨的人能被救贖而祈禱的女性祭司，負責專長牌組為主教，將傳說中的卡片「崇高聖體」交託給莫拉。
過去在某個貧困的村莊擔任祭司卻發現此村莊被別的村莊的村民給毀滅，由於無法去憎恨對方轉而痛恨與背叛世界，自此擁有「罪孽沉重的祭司」的稱號，在闇影詩章的對戰中不斷地詢問莫拉是為了什麼才會生於在世界的原因做為考驗他，後來在敗給莫拉時得到出他應該做的決定後才稍微放心不少。
負責專長牌組為主教的傳奇角色。
尤里亞斯·福爾蒙德（Urias Formonde，聲：諏訪部順一）
一位吸血鬼族的末裔國王，負責專長牌組為吸血鬼，將傳說中的卡片「淵厄統治者」交託給路希犽。
由於自己是出身於吸血鬼的緣故，所以擁有「闇夜之王」與「吸血鬼之王」的稱號，喜歡跟強敵中對戰時獲得的喜悅，非常不喜歡無趣的事物，在闇影詩章的對戰中考驗路希犽是否能給自己帶來些喜悅，後來在敗給路希犽後就認同他強大的實力。

#### 影之诗 烈焰

##### 主要人物
天竜 ライト（てんりゅう ライト）
声 - 上村祐翔
主人公。クールだが抜けている。ウルフラムに誘われ、シャドバカレッジに転校するまではシャドバをあまりやっていなかった。
ドラグニル
声 - 井澤詩織
ライトのパートナーデジフレ。他のデジブレとは違い喋ることができる。少し生意気な頼れる相棒。
蜜田川 イツキ（みつたがわ イツキ）
声 - 山村響
シャドバカレッジの2年生。シャドバ部の一つ「セブンスフレイム」所属にして部長。優しく純粋な性格。少女のような見た目をしている。
真壁 スバル（まかべ スバル）
声 - 浦和希
ライトの転校先での友人1号。あまりシャドバを真面目にやっていない。明るく朗らかな性格だが、時折影のある顔を出す。
ジェントルマン
声 - 森久保祥太郎
正体不明のアバター。「シックスマジック」の影の部長としてシノブに指示をだしていたが、ライトとのバトルにより、「セブンスフレイム」に加入した。実はその正体は乙坂シオン。
乙坂　シオン（おとさか　シオン）
声 − 集貝はな
ジェントルマンの正体。ボーイッシュな口調で喋るが、外見は列記とした少女。ジェントルマンのアバターではないと上手く話せない。人間関係が苦手でつい嫌味を言ったり悪口を言ったりしてしまう。
風祭 レン（かざまつり レン）
声 - 武田羅梨沙多胡
シャドバカレッジの1年生でライト達の後輩。「フィフスソード」に所属していたが「ゼブンスフレイム」に加入した。テンションが高くヒーローに憧れを抱いている。ツバサとは距離を縮めるためにバトルして友達になった。
小鳥遊 ツバサ（たかなし ツバサ）
声 - 富田美憂
シャドバカレッジの3年生でライト達の先輩。ライトから呼び捨て、イツキからさん付け、レンから先輩付けで呼ばれている。「サードフェザー」の元部長。ややダウナーでテンションが低い。レンとは距離を縮めるためにバトルして友達になった。

##### シックスマジック
美鬼 シノブ（みき シノブ）
声 - 大坪由佳
シャドバ部の一つ「シックスマジック」部長。いつも飄々としており、掴み所がない。意外と大食いで、よく購買のパンを食べている。

##### フィフスソード
雷同 タツミ（らいどう タツミ）
声 - 内匠靖明
シャドバ部の一つ「フィフスソード」の部長。「シャドバは体力」をモットーに、いつも体を鍛えている。礼儀正しく熱い男だが、少々暑苦し過ぎるとの声もある模様。

##### フォースウィンド
母嶋 フワリ（ははじま フワリ）
声 - 花守ゆみり
シャドバ部の一つ「フォースウィンド」の部長。いつでものんびり、どんな時も慌てない。部員達から「フワリママ」と呼ばれるほど、母性に満ち溢れている。

##### ファーストリーパー
波瀬浦 ハルマ（はぜうら ハルマ）
声 - 岡本信彦
シャドバ部の一つ「ファーストリーパー」部長。「セブンスフレイム」の宿敵で、本部を廃部寸前に追いやった張本人。攻撃的な性格で、マヤとエリナを除いた周囲からは恐れられ、嫌われている。
マヤ
声 - 大関英里
「ファーストリーパー」部員。ハルマの傍若無人ぶりに加担している。
エリナ
声 - 洲崎綾
「ファーストリーパー」部員。マヤ同様、ハルマの傍若無人ぶりに加担している。

##### その他
アンドレア・ロンド
声 - 折笠富美子
ライト達を教える国語担当の教師。
オマス
声 - 山口竜之介
マルグリット・ヴァロア
声 - 明坂聡美
アイン
声 - 遠藤綾
ウルフラム・ゼルガ
声 - 緑川光
謎の青年。ライトをシャドバに誘い込み、彼をシャドバカレッジに転校させた張本人。
アークルーラー
声 -鳥海浩輔
黒羽 アリス（くろばね アリス）
声 - 小倉唯
天宮 ミモリ（あまみや ミモリ）
声 - 本渡楓
進藤 カズキ（しんどう カズキ）
声 - 田谷隼
伊集院 カイ（いじゅういん カイ）
声 - 種﨑敦美
白銀 ミカド（しろがね ミカド）
声 - 榊原優希
シャドバカレッジの理事長。いつも柔和な表情をしているが、どこか恐ろしいオーラをまとっている不思議な少年。
邪星 リョウガ（じゃせい リョウガ）
声 - 逢坂良太
シャドバカレッジの生徒だが、今は学園に通わずサボっている。音楽が好きで、よくイヤホンを付けている。ハルマに似て性格が悪く弱い者を嫌っており、自分のデジフレであるデモニアを邪険に見ている。

### 電視動畫

#### 製作成員
- 原作：Cygames
- 監督：川口敬一郎
- 系列構成：磯崎輪太郎、赤尾でこ
- 角色原案：ぽんず、久方綜司
- 副角色原案：岡田學彌、みけぼし、ell
- 角色設計：原田大基
- 副角色設計：新田靖成
- 總協助設計：北川大輔
- 戰鬥概念設計：長屋誠志郎
- 道具設計：岩永悦宜（日语：岩永悦宜）
- 美術設定：須江信人、多田周平
- 美術監督：根本邦明
- 色彩設計：佐藤直子、品地奈々絵
- 3DCG監督：神谷貴浩、大嶋慎介
- 攝影監督：浅川茂輝
- 編集：平木大輔
- 音響監督：飯田里樹（日语：飯田里樹）
- 音樂：池頼廣
- 音響製作人：高井琢磨
- 音楽制作：村井杏名
- 總監查：中嶋嘉美、白石誠
- 主製作人：竹中信広、佐藤茂薫
- 製作人：松本准平（日语：松本准平）、土方真、嶋崎英郎
- 動畫製作人：新宅潔
- 動畫製作：ZEXCS
- 製作：東京電視台（テレビ東京）、動畫「闇影詩章」製作委員會

### 主題曲
片頭曲
「キリフダ」（第1、2部）
作詞、作曲：堀江晶太，編曲：堀江晶太、PENGUIN RESEARCH，歌：PENGUIN RESEARCH
「新世界」（第3部）
作詞、作曲：KOHSHI ASAKAWA，編曲：TAKESHI ASAKAWA、FLOW，歌：FLOW
片尾曲
「ハピネス*センセーション」（第1、2部）
作詞：Kamy，作曲、編曲：鶴崎輝一，歌：小倉唯
「心誰にも」（第3部）
作詞：ゲーム実況者わくわくバンド，作曲：せらみかる，編曲：ゲーム実況者わくわくバンド、黑澤大祐，歌：ゲーム実況者わくわくバンド
插入曲
「瞳の国のアリス」（第1、4、16、特別篇2、28話）
作詞：磯崎輪太郎，作曲、編曲：川崎智哉，歌：黑羽艾莉絲（CV：小倉唯）
「You are in my eyes」（第37、39、40、41話）
作詞：磯崎輪太郎，作曲、編曲：長門千晴、伊禮完，歌：天宮美森（CV：本渡楓）

### 各話標題
| 話数    | 日文標題                           | 木棉花国际代理版本标题                                         | 东京电视台代理版本标题         | 腳本                   | 分鏡                 | 演出                | 作畫監督                                                                 | 角色總作畫監督               | 協力總作畫監督               |
| ------- | ---------------------------------- | -------------------------------------------------------------- | ------------------------------ | ---------------------- | -------------------- | ------------------- | ------------------------------------------------------------------------ | ---------------------------- | ---------------------------- |
| 第1話   | これがシャドバだ!!                 | 這就是闇影詩章！！                                             | 这就是影之诗！！               | 赤尾でこ、磯崎輪太郎   | 川口敬一郎           | 川口敬一郎          | 新田靖成、島澤範子                                                       | 原田大基                     | 北川大輔                     |
| 第2話   | ヒイロの決意                       | 陽羽的決心                                                     | 陽羽的決心                     | 赤尾でこ、磯崎輪太郎   | 川口敬一郎           | 山本天志            | 松下郁子、杉本里奈、貞方希久子、新田靖成、五月女妃苗、島澤範子、今井雅美 | 原田大基                     | 北川大輔                     |
| 第3話   | 超天才の策略                       | 絕世天才的策略                                                 | 超级天才的策略                 | 川口敬一郎、磯崎輪太郎 | 長屋誠志郎           | 長屋誠志郎          | 松本翔吾、佐藤静香                                                       | 原田大基                     | 北川大輔                     |
| 第4話   | 特別なもの                         | 特別的事物                                                     | 特別的存在                     | 柿村イサナ、磯崎輪太郎 | 大平直樹             | 境橋渡              | 實原登、大髙雄太、王國年                                                 | 新田靖成、原田大基           | 北川大輔                     |
| 第5話   | 激闘！ヒイロVSカズキ！             | 激鬥！陽羽對和輝！（港） 激鬥！陽羽vs和輝！（台）              | 激鬥！陽羽vs和輝！             | 玉井☆豪、磯崎輪太郎    | Ryden B              | 北村淳一            | 北村淳一、五月女妃苗、みやち、稲津辰宣                                   | 新田靖成                     | 北川大輔                     |
| 第6話   | 強さの理由                         | 強大的秘密                                                     | 強大的理由                     | 赤尾でこ、磯崎輪太郎   | 後信治               | 山本天志            | 稲津辰宣、本多恵美、阿部島瑠珠、片岡恵美子、中熊太一                     | 島澤範子                     | 北川大輔                     |
| 第7話   | 目指せ！マスターランク！           | 目標是Master階級！（港） 目標！Master階級！（台）              | 目標！大师級！                 | 鈴木祐哉、磯崎輪太郎   | 佐山聖子             | 森義博              | 山村俊了、杉本里菜                                                       | 杉本里菜、原田大基           | 北川大輔、稲津辰宣           |
| 第8話   | 決勝トーナメント始まるッ！         | 決賽錦標賽開始！（港） 決勝錦標賽開始（台）                    | 決勝淘汰賽開始！               | 川口敬一郎、磯崎輪太郎 | 川口敬一郎           | 村田光              | 小澤早依子                                                               | 新田靖成                     | 北川大輔                     |
| 第9話   | 開幕！華麗なるウィッチショー！     | 華麗巫師表演開幕（港） 開幕！華麗的魔術秀！（台）              | 開幕！華麗的巫術秀！           | 柿村イサナ、磯崎輪太郎 | 渡部周               | 蔵本穂高            | 西田美弥子、鐘文山、大髙雄太、山村俊了                                   | 原田大基                     | 北川大輔                     |
| 第10話  | マウラの呪縛！                     | 莫拉的咒縛！（港） 莫拉的咒縛（台）                            | 莫拉的咒縛                     | 川口敬一郎、磯崎輪太郎 | 佐藤卓哉             | 渋谷亮介            | 井嶋けい子、阿部島瑠珠、佐藤静香                                         | 島澤範子                     | 稲津辰宣、北川大輔           |
| 第11話  | ヒイロvsルシア                     | 陽羽對路希犽（港） 陽羽VS路希犽（台）                          | 陽羽VS路西亚                   | 川口敬一郎、磯崎輪太郎 | 川口敬一郎           | おゆなむ            | なつのはむと、Nyki Ikyn、王悦春、孫月、稲津辰宣                          | 新田靖成                     | 北川大輔                     |
| 第12話  | 勝利は誰の手に                     | 勝利誰屬（港） 勝利將落入誰之手（台）                          | 勝利终入誰手                   | 川口敬一郎、磯崎輪太郎 | 山本天志             | 山本天志            | 吉田肇、高橋こう平、和田賢人、服部益実、前原薫                           | 原田大基                     | 北川大輔                     |
| 特別篇1 | シャドウバース特別編               | 闇影詩章特別篇                                                 | 影之诗特别篇1                  | -                      | -                    | -                   | -                                                                        | -                            | -                            |
| 第13話  | 開幕！シャドウグランプリ！         | 闇影詩章大獎賽開幕（港） 開幕！闇影詩章大獎賽！（台）          | 開幕！影之诗大獎賽！           | 赤尾でこ、磯崎輪太郎   | 後信治               | 飛田剛              | 貞方希久子、福田周平                                                     | 貞方希久子                   | 北川大輔                     |
| 第14話  | 満腹バトル！田部丘マイセル！       | 飽足對戰！田部丘馬塞爾！                                       | 飽腹對戰！田部丘馬塞爾！       | 玉井☆豪、磯崎輪太郎    | 佐山聖子             | 江副仁美            | 石川てつや、佐藤静香、五月女妃苗、松下郁子                               | -                            | 北川大輔、佐藤静香           |
| 第15話  | スーパーリッチ！財善寺ミヤビ！     | 富可敵國 財善寺雅妃（港） 超級富有！財善寺雅妃！（台）         | 超級有钱人！財善寺雅妃！       | 柿村イサナ、磯崎輪太郎 | いがりたかし         | いがりたかし        | 五月女妃苗、佐藤静香                                                     | -                            | 北川大輔                     |
| 第16話  | 冥府への誘い！ジュスティーヌ姉妹！ | 黃泉的邀請 賈斯提恩姊妹（港） 冥府的誘惑！賈斯提恩姐妹！（台） | 通往冥府的邀请！朱斯蒂娜姐妹！ | 川口敬一郎、磯崎輪太郎 | 近藤貴浩             | 平田政宗            | 松下郁子、中熊太一、平田華奈、山村俊了、五月女妃苗                       | 中熊太一、杉本里奈           | 北川大輔                     |
| 第17話  | 特別と普通                         | 特別與平凡（港） 特別與普通（台）                              | 特別與普通                     | 川口敬一郎、磯崎輪太郎 | 大平直樹             | 津田義三、江副仁美  | 服部一郎、大髙雄太、日根野優子                                           | 新田靖成                     | 北川大輔、稲津辰宣           |
| 第18話  | 卑劣な罠！ズオウ＆コウ！           | 卑鄙的陷阱 徒央與巧（港） 卑劣的陷阱！徒央和巧！（台）         | 卑鄙的陷阱！徒央&巧！          | 鈴木祐哉、磯崎輪太郎   | 長屋誠志郎           | 長屋誠志郎          | 松本翔吾、戸丸昌洋                                                       | 松本翔吾                     | 北川大輔                     |
| 第19話  | 影を背負う者達                     | 背負陰影的人（港） 背負暗影之人（台）                          | 身負暗影之众                   | 赤尾でこ、磯崎輪太郎   | 山本天志             | 山本天志            | 西田美弥子、鐘文山、大髙雄太                                             | 新田靖成                     | 稲津辰宣、北川大輔           |
| 第20話  | 微笑みは黒く                       | 漆黑的微笑                                                     | 黑色的微笑                     | 柿村イサナ、磯崎輪太郎 | 佐山聖子             | 嵯峨敏              | 朝井聖子、神本兼利                                                       | -                            | 北川大輔                     |
| 第21話  | 宿命の戦い                         | 宿命之戰（港） 宿命的對戰（台）                                | 宿命之戰                       | 川口敬一郎、磯崎輪太郎 | 川口敬一郎           | 大河原晴男          | 阿部島瑠珠、みやち、五月女妃苗                                           | 原田大基                     | 北川大輔                     |
| 第22話  | 決着！そして…                      | 了斷過後（港） 決鬥！以及…（台）                               | 了断！以及…                    | 川口敬一郎、磯崎輪太郎 | 佐山聖子             | 森義博              | 山内則康、猿渡聖加、梶浦紳一郎                                           | 杉本里菜、原田大基           | 中熊太一、北川大輔           |
| 第23話  | 未知なる邂逅                       | 未知的邂逅                                                     | 未知的邂逅                     | 赤尾でこ、磯崎輪太郎   | 佐山聖子             | 森義博              | 近藤優次、松本朋之                                                       | -                            | 北川大輔                     |
| 第24話  | 祝福と災い                         | 祝福與災禍                                                     | 祝福與灾厄                     | 赤尾でこ、磯崎輪太郎   | 佐山聖子             | 山本天志            | Lee Seong-jin、佐藤静香                                                  | 原田大基                     | 稲津辰宣、北川大輔           |
| 特別篇2 | シャドウバース特別編               | 闇影詩章特別篇                                                 | 影之诗特别篇2                  | -                      | -                    | -                   | -                                                                        | -                            | -                            |
| 第25話  | 7つの希望                          | 七個希望（港） 7個希望（台）                                   | 7個希望                        | 赤尾でこ、磯崎輪太郎   | 川口敬一郎           | 和田高明            | 貞方希久子、廣澤治嘉                                                     | -                            | 北川大輔                     |
| 第26話  | 伝説を掴め！                       | 掌握傳說吧！                                                   | 抓住傳說！                     | 赤尾でこ、磯崎輪太郎   | 佐山聖子             | 高橋雅和            | 金子優司、承山菜美                                                       | 新田靖成                     | 中熊太一、北川大輔           |
| 第27話  | 究極のドラゴン！                   | 究極之龍（港） 究極之龍！（台）                                | 究極之龍！                     | 赤尾でこ、磯崎輪太郎   | 佐山聖子             | 平田政宗            | 近藤優次、松本朋之、佐藤静香                                             | -                            | 北川大輔                     |
| 第28話  | 重なる答え                         | 重疊的答案（港） 交錯的答案（台）                              | 交叠的答案                     | 赤尾でこ、磯崎輪太郎   | 近藤貴浩             | 森義博              | 猿渡聖加、梶浦紳一郎                                                     | 杉本里奈                     | 中熊太一、北川大輔           |
| 第29話  | 僕である証                         | 自我的證明                                                     | 自我的證明                     | 川口敬一郎、磯崎輪太郎 | 長屋誠志郎           | 大河原晴男          | 西村彩、千葉山夏恵、木下由衣、五月女妃苗                                 | 新田靖成                     | 北川大輔                     |
| 第30話  | 覚悟と勇気                         | 覺悟與勇氣                                                     | 覺悟與勇氣                     | 玉井☆豪、磯崎輪太郎    | 山本天志             | 山本天志            | 山村俊了、高橋敦子                                                       | 佐藤静香                     | 佐藤静香、北川大輔           |
| 第31話  | 勇者の剣                           | 勇者之劍                                                       | 勇者之劍                       | 玉井☆豪、磯崎輪太郎    | 山本天志             | 山本天志            | 近藤優次、松本朋之                                                       | -                            | 北川大輔                     |
| 第32話  | 希望の足音                         | 希望的腳步聲                                                   | 希望的腳步聲                   | 赤尾でこ、磯崎輪太郎   | 川口敬一郎、大平直樹 | 三好なお、川口K一郎 | 高橋敦子、西村彩                                                         | -                            | 北川大輔                     |
| 第33話  | 滅びの行方                         | 毀滅的去向                                                     | 毀滅的走向                     | 赤尾でこ、磯崎輪太郎   | 佐山聖子             | 高橋雅和            | 金子優司、承山菜美、清水明日香、阿部島瑠珠                               | 金子優司、承山菜美、新田靖成 | 北川大輔                     |
| 第34話  | 絶望のバトル                       | 絕望的對戰                                                     | 絕望的對戰                     | 赤尾でこ、磯崎輪太郎   | 佐山聖子             | 原田奈奈            | 山岸正和、山村直己                                                       | -                            | 北川大輔                     |
| 第35話  | 終焉への序曲                       | 終焉的序曲                                                     | 迈向终结的序曲                 | 川口敬一郎、磯崎輪太郎 | 佐山聖子             | 曽我恵              | 大竹晃裕、橋本穂高、斉藤大輔                                             | 佐藤静香                     | 佐藤静香、北川大輔           |
| 第36話  | 信じる心                           | 相信的心                                                       | 相信的心                       | 川口敬一郎、磯崎輪太郎 | 佐山聖子             | 青木三篠、和田高明  | 廣澤治嘉、島澤範子                                                       | 原田大基                     | 廣澤治嘉、稲津辰宣、北川大輔 |
| 第37話  | 覚醒を呼ぶ声                       | 呼喚覺醒之聲（港） 覺醒的呼喚（台）                            | 呼喚覺醒之声                   | 赤尾でこ、磯崎輪太郎   | 川口敬一郎           | 平田政宗            | 阿部島瑠珠、山村俊了                                                     | 新田靖成                     | 中熊太一、北川大輔           |
| 第38話  | ヒイロと黒竜の騎士                 | 陽羽與黑龍騎士（港） 陽羽和黑龍騎士（台）                      | 陽羽和黑龍騎士                 | 赤尾でこ、磯崎輪太郎   | えらん               | 高橋雅和            | 承山菜美、金子優司、清水明日香                                           | -                            | 北川大輔                     |
| 第39話  | ミモリはアイドル                   | 美森是偶像                                                     | 美森是偶像                     | 川口敬一郎、磯崎輪太郎 | 近藤貴浩             | 山本天志、青木三篠  | 髙橋瑞紀、山村俊了、Lee Seong-jin、CHO JEONG HWA                         | 杉本里奈                     | 中熊太一、北川大輔           |
| 第40話  | アリスの本当                       | 艾莉絲的真我（港） 艾莉絲的真實（台）                          | 爱莉絲的真實                   | 川口敬一郎、磯崎輪太郎 | 平田政宗             | 平田政宗            | 近藤優次、松本朋之                                                       | 原田大基、杉本里奈           | 北川大輔                     |
| 第41話  | カズキの大脱出！                   | 和輝的大逃亡                                                   | 和輝的大逃离                   | 玉井☆豪、磯崎輪太郎    | 山本天志             | 山本天志            | ハンミンギ、鐘文山、大髙雄太、永田有香                                   | 新田靖成                     | 稲津辰宣、北川大輔           |
| 第42話  | カイと禁忌の魔法                   | 凱與禁忌魔法（港） 凱和禁忌的魔法（台）                        | 凱和禁忌的魔法                 | 玉井☆豪、磯崎輪太郎    | 山本天志             | 森義博              | 猿渡聖加、福島豊明                                                       | 佐藤静香                     | 佐藤静香、北川大輔           |
| 第43話  | マウラの願い、叶わぬ思い           | 莫拉落空的心願（港） 莫拉的願望，無法實現的思念（台）          | 莫拉的願望，無果的思念         | 柿村イサナ、磯崎輪太郎 | 山本天志             | 平井義道            | 山本篤史、佐藤元昭、川島尚、山崎まさかず、枡田邦彰、北村友幸             | 新田靖成                     | 稲津辰宣、北川大輔           |
| 第44話  | ルシアと不死の王                   | 路希犽與不死之王（港） 路希犽與不死之王（台）                        | 路西亚與不死之王               | 柿村イサナ、磯崎輪太郎 | えらん               | 大津りか            | 承山菜美、清水明日香、山村俊了、島澤範子、新田靖成、阿部島瑠珠           | -                            | 北川大輔                     |
| 第45話  | 天空の城                           | 天空城（港） 天空之城（台）                                    | 天空之城                       | 赤尾でこ、磯崎輪太郎   | 佐山聖子             | 徐恵眞              | 鈴木光、飯田清貴、時矢義則                                               | 杉本里奈                     | 中熊太一、北川大輔           |
| 第46話  | 世界の支配者                       | 世界的支配者                                                   | 世界的支配者                   | 赤尾でこ、磯崎輪太郎   | 佐山聖子             | 江副仁美            | 松本朋之、近藤優次                                                       | -                            | 北川大輔                     |
| 第47話  | 進化の時                           | 進化之時                                                       | 進化之時                       | 赤尾でこ、磯崎輪太郎   | 川口敬一郎           | 山本天志            | 髙橋瑞紀、高橋敦子                                                       | 新田靖成                     | 北川大輔                     |
| 第48話  | バトル！シャドウバース！           | 對戰！闇影詩章！                                               | 对战！影之诗！                 | 赤尾でこ、磯崎輪太郎   | 川口敬一郎           | 川口敬一郎          | 佐藤静香、島澤範子、廣澤治嘉、杉本里菜                                   | 原田大基、新田靖成           | 北川大輔、中熊太一、稲津辰宣 |
| 特別篇3 | シャドウバース特別編               | 闇影詩章特別篇                                                 | 影之诗特别篇3                  | -                      | -                    | -                   | -                                                                        | -                            | -                            |

### 播放電視台
| 放送期間                     | 放送時間             | 放送局       | 対象地域                                                   | 備考   |
| ---------------------------- | -------------------- | ------------ | ---------------------------------------------------------- | ------ |
| 2020年4月7日 - 2021年3月23日 | 星期二 17:55 - 18:25 | 东京电视网   | 关东广域圈 、北海道、大阪府、爱知县、福冈县、冈山县·香川县 |        |
| 2020年4月30日 - 2021年4月8日 | 星期四 7:30 - 8:00   | 和歌山电视台 | 和歌山县                                                   | [ 11 ] |

#### 海外播出
| 播放日期                              | 播放時間（UTC+9）                                | 播放電視台 | 播放地區 | 備註                              |
| ------------------------------------- | ------------------------------------------------ | ---------- | -------- | --------------------------------- |
| 2021年12月4日、2022年9月19日－12月8日 | 星期六 22:30－23:00、星期一至星期四 22:30－23:00 | MOMO親子台 | 台灣     | 有線電視 UTC+8 國語配音，中文字幕 |
| 2022年11月10日－2023年4月21日         | 星期四、五 17:20－17:50                          | 翡翠台     | 香港     | 地面電視 UTC+8 粵日雙語，中文字幕 |

## 第二期

### 各話標題
| 話数  | 日文標題                       | 中國大陸標題 | 腳本                 | 分鏡       | 演出       | 作畫監督           | 角色總作畫監督 | 協力總作畫監督 |
| ----- | ------------------------------ | ------------ | -------------------- | ---------- | ---------- | ------------------ | -------------- | -------------- |
| 第1話 | 俺のシャドバはここから始まる！ |              | 赤尾でこ、磯崎輪太郎 | 川口敬一郎 | 川口敬一郎 | 新田靖成、島澤範子 | 原田大基       | 北川大輔       |

### 製作成員
- 原作 - Cygames
- 企画 - 丸茂礼（テレビ東京）、渡邊耕一（Cygames）、松下幸生
- 監督 - 川口敬一郎[3]
- 副監督 - 林直孝[3]
- 系列构成 - 磯崎輪太郎、赤尾でこ[3]
- アートディレクター - ぽんず[3]
- 角色原案 - 岡田学彌、みけぼし、ヘスン、おにねこ[3]
- 角色设计- 原田大基[3]
- サブキャラクターデザイン - 新田靖成[3]
- フォロワー監督 - 北川大輔[3]
- デジフレデザイン - 宮川知子[3]
- プロップデザイン - 岩永悦宜[3]
- 美術監督 - 鐘權濱[3]
- 美術設定 - 緒川マミオ[3]
- 色彩設計 - 佐藤直子、品地奈々絵[3]
- モニターグラフィックス - sankaku[3]
- 3DCGチーフディレクター - 大嶋慎介[3]
- 撮影監督 - 中村雄太、浅川茂輝、越山麻彦[3]
- 編集 - 平木大輔[3]
- 音響監督 - 飯田里樹[3]
- 音響プロデューサー - 髙井琢磨
- 音楽 - 池頼広[3]
- 音楽協力 - テレビ東京ミュージック
- 音楽制作 - スタジオキッチン
- 音響制作 - ソニルード[3]
- チーフプロデューサー - 竹中信広、佐藤茂薫
- プロデューサー - 土方真（テレビ東京）、松本准平、嶋崎英郎
- アニメーションプロデューサー - 安藤春香
- アニメーション制作 - ZEXCS
- 製作 - 东京电视台、「暗影诗章F」製作委員会

### 放送局
| 放送期間                                                             | 放送時間                                 | 放送局       | 対象地域                                                   | 備考               |
| -------------------------------------------------------------------- | ---------------------------------------- | ------------ | ---------------------------------------------------------- | ------------------ |
| 2022年4月2日 - 10月22日 2022年10月29日 - 2023年3月25日 2023年7月8日- | 星期六 10:00 - 10:30 星期六 9:30 - 10:00 | 東京電視網   | 关东广域圈 、北海道、大阪府、爱知县、福冈县、冈山县·香川县 | 包含相关特别节目。 |
| 2022年11月4日 -                                                      | 星期五 7:00 - 7:30                       | 和歌山電視台 | 和歌山県                                                   |                    |

## 外部連結
- 電視動畫官網 第1期 （页面存档备份，存于） （日語）
- 電視動畫官網 第2期 （页面存档备份，存于） （日語）
- NS遊戲官網 （页面存档备份，存于） （日語）
- 《闇影詩章》台灣配音名單